# Sepsisoma minimum
Sepsisoma minimum is een vliegensoort uit de familie van de Richardiidae. De wetenschappelijke naam van de soort is voor het eerst geldig gepubliceerd in 1961 door Steyskal.